# StarOffice
StarOffice (známé i jako StarSuite) od firmy Sun Microsystems byl komerční kancelářský balík, po převzetí Sun Microsystems společností Oracle byl přejmenován na Oracle Open Office.

## Historie
StarOffice vyvíjela od roku 1994 německá firma StarDivision. Od verze 4.2 je vyvíjen na platformově nezávislé knihovně jazyka C++ StarView. V roce 1999 jej koupila firma Sun Microsystems (výrobce počítačů s procesorem SPARC a operačního systému Solaris). Sun zveřejnil téměř celý zdrojový kód StarOffice. Na základě tohoto kódu nyní pokračuje vývoj komunitou nezávislých vývojářů pod názvem OpenOffice.org. OpenOffice.org je poskytován zdarma pod GPL licencí podobně jako Mozilla. StarOffice nadále existoval a obsahuje kromě kódu OpenOffice.org i některá rozšíření, chráněná autorskými právy. Cílem kroků Sunu bylo vytvořit alternativu k Microsoft Office, neboť ten není portován na jejich operační systémy.
StarOffice od verze 8 plně používá a podporuje otevřený souborový formát OpenDocument.
Proprietární kód obsažený jen ve StarOffice:
- několik písem typu TrueType v kódování Unicode obsahující bitmapové vyjádření pro lepší čitelnost malých velikostí
- Adabas B databáze
- několik šablon
- sbírka obrázků
- některé funkce pro třídění v asijských jazycích
- filtry pro zpracování souborů starších textových procesorů